# Ege Bilsel
Ege Bilsel (* 4. Januar 2004 in Yenimahalle) ist ein türkischer Fußballspieler.

## Karriere

### Verein
Bilsel begann seine Karriere bei 
Gündoğanspor, wo er bis 2015 im Jugendbereich aktiv war, bevor er in die Jugendmannschaften von Bodrum FK wechselte. Von 2019 bis 2022  spielte er für den Jugendverein von Antalyaspor. Sein Profidebüt gab er am 17. Dezember 2019 im türkischen Pokalspiel gegen Eyüpspor. Am 15. Dezember 2021 unterzeichnete er seinen ersten Profivertrag bei Antalyaspor.
Im Januar 2024 kehrte er zu Bodrum FK zurück, mit dem er den Aufstieg in die Süper Lig erreichte.

### Nationalmannschaft
Bilsel wurde 2021 in die U19-Nationalmannschaft Aserbaidschans berufen. Seit 2024 spielt er für die 
türkische U21-Nationalmannschaft.